# Ectrepesthoneura
Ectrepesthoneura is een muggengeslacht uit de familie van de paddenstoelmuggen (Mycetophilidae).

## Soorten
- E. bicolor (Coquillett, 1901)
- E. bucera Plassmann, 1980
- E. colyeri Chandler, 1980
- E. chandleri Caspers, 1991
- E. gracilis Edwards, 1928
- E. hirta (Winnertz, 1846)
- E. ledenikiensis Bechev, 1988
- E. loffooni Chandler, 1980
- E. nigra Zaitzev, 1984
- E. pubescens (Zetterstedt, 1860)
- E. referta Plassmann, 1976
- E. tori Zaitzev & Okland, 1994